# Vallègue
Vallègue – miejscowość i gmina we Francji, w regionie Oksytania, w departamencie Górna Garonna.
Według danych na rok 1990 gminę zamieszkiwało 267 osób, a gęstość zaludnienia wynosiła 64 osób/km² (wśród 3020 gmin regionu Midi-Pireneje Vallègue plasuje się na 797. miejscu pod względem liczby ludności, natomiast pod względem powierzchni na miejscu 1559.).